# Bonava
Bonava är en bostadsutvecklare i norra Europa. Företaget utvecklar bostäder i Tyskland, Sverige, Finland, Estland, Lettland och Litauen, och enligt företaget har det byggt 40 000 hem sedan 2016. Namnet Bonava kommer från det svenska ordet "bo", vilket symboliserar hemmet, och "nav", den levande platsen runt omkring. 
Bonavas aktier och gröna obligationer är noterade på Nasdaq Stockholm. Den 20 december 2023 offentliggjorde Bonava AB styrelsens beslut att genomföra en fullt garanterad företrädesemission. Företrädesemissionen tecknades till cirka 170 procent. Bolaget tillförs därmed 1 050 miljoner kronor före avdrag för emissionskostnader.

## Historia
Bonava är en avknoppning från bygg- och fastighetsutvecklingsföretaget NCC. 2009 blev NCC Housing ett separat affärsområde inom NCC, som i dag utgör Bonava. Den främsta anledningen till att bilda ett separat affärsområde var för att kunna fokusera på bostadsutveckling.